# Torneo Apertura 2008 (Chile)
El Campeonato Nacional de Apertura “BancoEstado” de Primera División de Fútbol Profesional fue el primer torneo de la temporada 2008 de la primera división chilena de fútbol. Comenzó el viernes 25 de enero (con el triunfo de Colo-Colo sobre Provincial Osorno en el Duelo de Campeones) y finalizó el 3 de junio de 2008. Su transmisión en vivo fue a través del canal CDF Premium. El campeón fue Everton, dirigido por el estratega chileno-uruguayo Nelson Acosta, que derrotó en la final a Colo-Colo por 3–0 en el Estadio Sausalito de Viña del Mar, remontando un difícil 0–2 en contra sufrido en el partido de ida, jugado en el Estadio Monumental. 
El cuadro oro y cielo, de esta forma, obtuvo un campeonato luego de casi 32 años sin vueltas olímpicas en primera división, y clasificó a Copa Libertadores 2009. De acuerdo a la prensa, "el inagotable talento de Jaime Riveros, la inspiración del bloque ofensivo compuesto por Cristián Canío y Ezequiel Miralles en las instancias decisivas, además de la solidez defensiva, fueron la tónica del equipo" durante el campeonato. En la fase regular, los viñamarinos consiguieron 32 puntos,  gracias a diez partidos ganados, dos empatados y siete perdidos. En la fase de play-offs, perdieron dos partidos, empataron uno y ganaron tres, incluyendo sendos resultados remontados en partidos de vuelta, contra Audax Italiano en cuartos de final (4–1 en el Estadio Monumental) y contra el mismo Colo-Colo en la final. Los albos no lograron conseguir el pentacampeonato del fútbol chileno, aunque sí contaron con el goleador del torneo, el paraguayo Lucas Barrios.

## Aspectos generales

### Modalidad
El torneo se jugó en modalidad mexicana, es decir, se formaron cuatro grupos de cinco equipos cada uno, para efectos de clasificación. Los enfrentamientos se realizan en el formato "todos contra todos" en una Fase Clasificatoria de 19 fechas. Los dos primeros de cada grupo accedieron a los play-offs o sistema de eliminación directa en donde los equipos juegan en cuartos de final, semifinal y final (partidos de ida y vuelta). 
El Torneo entregó dos cupos de clasificación directa a la Copa Sudamericana 2008 (Ñublense y Universidad Católica), y uno a la Copa Libertadores 2009 (el campeón Everton).

### Localía
Durante este y el siguiente torneo (Clausura 2008), los equipos Ñublense y Audax Italiano no pueden usar sus respectivos estadios (Estadio Nelson Oyarzún y Estadio Municipal de La Florida respectivamente) puesto que durante el presente año, se reconstruirán para el Mundial Femenino Sub-20. Por ello, la localía de estos equipos dependió de la disponibilidad de estadios cercanos, usando Ñublense el Estadio Fiscal de Linares (VII Región) durante la Fase Regular y el Municipal de Collao (VIII Región) para los Playoffs, y Audax Italiano el Monumental de Colo-Colo.

## Árbitros
Esta es la lista de todos los árbitros disponibles que pudieron dirigir partidos este torneo. La novedad para este torneo fue René de la Rosa, quien arbitrara por primera vez en Primera División, reemplazando a Francisco Caamaño, que arbitrara en Primera B para la temporada 2008.
| Árbitros           | Edad    | Categoría |
| ------------------ | ------- | --------- |
| Manuel Acosta      | 39 años |           |
| Guido Aros         | 42 años |           |
| Julio Bascuñán     | 29 años |           |
| Carlos Chandía     | 43 años |           |
| René de la Rosa    | 36 años |           |
| Claudio Fuenzalida | 38 años |           |
| Eduardo Gamboa     | 31 años |           |
| Álvaro García      | 30 años |           |
| José Henríquez     | 37 años |           |
| Jorge Osorio       | 30 años |           |
| Enrique Osses      | 34 años |           |
| Patricio Polic     | 35 años |           |
| Eduardo Ponce      | 41 años |           |
| Pablo Pozo         | 35 años |           |
| Claudio Puga       | 35 años |           |
| Rubén Selmán       | 44 años |           |

## Equipos por región
| Región               | N.º | Equipos |
| -------------------- | --- | --- |
| Región Metropolitana | 8   | Audax Italiano, Colo-Colo, Deportes Melipilla, Palestino, Santiago Morning, Unión Española, Universidad Católica y Universidad de Chile |
| Biobío               | 4   | Deportes Concepción, Huachipato, Ñublense y Universidad de Concepción                                                                   |
| Antofagasta          | 2   | Cobreloa y Deportes Antofagasta |
| Atacama              | 1   | Cobresal |
| Coquimbo             | 1   | Deportes La Serena |
| Valparaíso           | 1   | Everton |
| O'Higgins            | 1   | O'Higgins |
| Maule                | 1   | Rangers |
| Los Lagos            | 1   | Provincial Osorno |

|
| Audax Italiano Universidad de Chile Colo-Colo Universidad Católica Unión Española Palestino Santiago Morning |

|}

## Datos de los clubes
Fecha de actualización: 4 de abril de 2008
| Equipo                    | Entrenador            | Estadio                  | Capacidad | Marca      | Patrocinador |
| ------------------------- | --------------------- | ------------------------ | --------- | ---------- | ------------ |
| Audax Italiano            | Raúl Toro             | Monumental               | 60.500    | Diadora    |              |
| Cobreloa                  | Gustavo Benítez       | Municipal de Calama      | 20.180    | Garcis     | Hino         |
| Cobresal                  | José Cantillana       | El Cobre                 | 20.752    | Lotto      | Cristal      |
| Colo-Colo                 | Fernando Astengo      | Monumental               | 60.500    | Umbro      | Cristal      |
| Deportes Antofagasta      | Hernán Ibarra         | Regional de Antofagasta  | 26.339    | Training   | Escondida    |
| Deportes Concepción       | Jorge Garcés          | Municipal de Collao      | 35.000    | Lotto      | Cristal      |
| Deportes La Serena        | Víctor Hugo Castañeda | La Portada               | 18.500    | Training   | Deca         |
| Deportes Melipilla        | Ricardo Dabrowski     | Roberto Bravo Santibáñez | 6.500     | Lotto      | Ariztía      |
| Everton                   | Nelson Acosta         | Sausalito                | 25.000    | Brooks     | Cristal      |
| Huachipato                | Fernando Vergara      | Las Higueras             | 10.000    | Diadora    | Acero CAP    |
| Ñublense                  | Fernando Díaz         | Municipal de Linares     | 7.000     | Lotto      | Danone       |
| O'Higgins                 | Jorge Sampaoli        | El Teniente              | 15.000    | Lotto      | PF           |
| Palestino                 | Luis Musrri           | Municipal de La Cisterna | 12.000    | Training   | Telmex       |
| Provincial Osorno         | Osvaldo Hurtado       | Rubén Marcos Peralta     | 11.800    | Club Sport | Tata         |
| Rangers                   | Óscar del Solar       | Fiscal de Talca          | 17.020    | Lotto      | PF           |
| Santiago Morning          | José Basualdo         | Municipal de La Pintana  | 6.000     | Training   | Finasur      |
| Unión Española            | Marcelo Espina        | Santa Laura              | 25.000    | Diadora    | Cristal      |
| Universidad Católica      | Fernando Carvallo     | San Carlos de Apoquindo  | 20.000    | Nike       | Cristal      |
| Universidad de Chile      | Arturo Salah          | Nacional                 | 66.660    | Adidas     | Telmex       |
| Universidad de Concepción | Marcelo Barticciotto  | Municipal de Concepción  | 35.000    | Lotto      | Sparta       |

Nota: Los técnicos debutantes en este torneo están en cursiva.

#### Cambios de entrenadores
Los entrenadores interinos aparecen en cursiva.
| Equipo               | Entrenador        | Fechas        |
| -------------------- | ----------------- | ------------- |
| Colo-Colo            | Claudio Borghi    | 1 - 12        |
| Colo-Colo            | Fernando Astengo  | 13 - Presente |
| Deportes Antofagasta | Mario Véner       | 1 - 16        |
| Deportes Antofagasta | Hernán Ibarra     | 17 - Presente |
| Deportes Melipilla   | Ronald Fuentes    | 1 - 12        |
| Deportes Melipilla   | José Díaz         | 13 - 14       |
| Deportes Melipilla   | Ricardo Dabrowski | 15 - Presente |
| Huachipato           | Antonio Zaracho   | 1 - 6         |
| Huachipato           | Carlos Pedemonte  | 7             |
| Huachipato           | Fernando Vergara  | 8 - Presente  |

## Fase Clasificatoria

### Desarrollo
La fase regular fue ganada por el sorprendente Ñublense de Chillán, en su segunda temporada luego de retornar a la Primera división en 2007. El equipo del Ñuble logró clasificar por primera vez en su historia a un torneo internacional (Copa Sudamericana 2008), en conjunto con su escolta, Universidad Católica.
La Fase Clasificatoria fue disputada en corto lapso de tiempo, incluyendo varias jornadas en días laborales, lo que mermó la asistencia de público y el interés de los aficionados. La participación de Colo-Colo, Audax Italiano y Universidad Católica en Copa Libertadores 2008 implicó que, en varios partidos, estos equipos jugaran con "formaciones alternativas", incluyendo suplentes y juveniles. Esto marcó la irregularidad del torneo, en donde solo el puntero Ñublense mostró argumentos suficientes como para quedarse con la punta.
Las irregularidades administrativas fueron también muy frecuentes: partidos suspendidos por falta de estadio, partidos jugados sin público como castigo a las barras rivales, resta de puntos a Deportes Concepción por incumplimientos administrativos (y la suma de puntaje al equipo que efectuó el reclamo, Santiago Morning, que sumó así 3 puntos que no ganó en cancha), el puntero jugando como local en otra región (Linares acogió los partidos del "Rojo" en la fase regular), y Colo-Colo disputando sus partidos con Unión Española en Talca y Palestino en La Serena, fueron algunas de las inconsistencias programáticas, acentuadas por un calendario que se disputó en escaso margen de tiempo y las críticas de algún sector de la prensa y los hinchas, que llama a la modificación del sistema de campeonato existente.

### Clasificación por grupos
Fecha de actualización: 04 de mayo de 2008

#### Grupo A
| Pos | Equipo         | Pts | PJ | G  | E | P | GF | GC | DIF |
| --- | -------------- | --- | -- | -- | - | - | -- | -- | --- |
| 1   | Audax Italiano | 34  | 19 | 11 | 1 | 7 | 35 | 25 | 10  |
| 2   | Everton        | 32  | 19 | 10 | 2 | 7 | 34 | 30 | 4   |
| 3   | Cobresal       | 31  | 19 | 9  | 4 | 6 | 35 | 26 | 9   |
| 4   | Huachipato     | 27  | 19 | 7  | 6 | 6 | 29 | 29 | 0   |
| 5   | Unión Española | 24  | 19 | 7  | 3 | 9 | 20 | 27 | -7  |

#### Grupo B
| Pos | Equipo               | Pts | PJ | G  | E | P | GF | GC | DIF |
| --- | -------------------- | --- | -- | -- | - | - | -- | -- | --- |
| 1   | O'Higgins            | 36  | 19 | 10 | 6 | 3 | 30 | 17 | 13  |
| 2   | Universidad de Chile | 30  | 19 | 9  | 3 | 7 | 28 | 23 | 5   |
| 3   | Santiago Morning     | 30  | 19 | 9  | 3 | 7 | 35 | 42 | -7  |
| 4   | Deportes La Serena   | 26  | 19 | 7  | 5 | 7 | 29 | 29 | 0   |
| 5   | Palestino            | 24  | 19 | 7  | 3 | 9 | 28 | 27 | 1   |

#### Grupo C
| Pos | Equipo               | Pts | PJ | G | E | P  | GF | GC | DIF |
| --- | -------------------- | --- | -- | - | - | -- | -- | -- | --- |
| 1   | Colo-Colo            | 27  | 19 | 7 | 6 | 6  | 35 | 29 | 6   |
| 2   | Cobreloa             | 23  | 19 | 6 | 5 | 8  | 25 | 29 | -4  |
| 3   | Deportes Antofagasta | 17  | 19 | 4 | 5 | 10 | 16 | 29 | -13 |
| 4   | Provincial Osorno    | 16  | 19 | 5 | 1 | 13 | 19 | 38 | -19 |
| 5   | Deportes Melipilla   | 10  | 19 | 3 | 1 | 15 | 22 | 40 | -18 |

#### Grupo D
| Pos | Equipo                    | Pts | PJ | G  | E | P  | GF | GC | DIF |
| --- | ------------------------- | --- | -- | -- | - | -- | -- | -- | --- |
| 1   | Ñublense                  | 41  | 19 | 12 | 5 | 2  | 28 | 14 | 14  |
| 2   | Universidad Católica      | 36  | 19 | 11 | 3 | 5  | 37 | 19 | 18  |
| 3   | Rangers                   | 24  | 19 | 6  | 6 | 7  | 23 | 25 | -2  |
| 4   | Universidad de Concepción | 21  | 19 | 6  | 3 | 10 | 27 | 33 | -6  |
| 5   | Deportes Concepción       | 15  | 19 | 7  | 3 | 9  | 33 | 37 | -4  |

 Pts=Puntos; PJ=Partidos jugados; G=Partidos ganados; E=Partidos empatados; P=Partidos perdidos; GF=Goles a favor; GC=Goles en contra; DIF=Diferencia de gol
|  | Clasifica a los playoffs |
|  | Irá a repechaje          |

### Tabla general
| Pos | Equipo                    | Pts | PJ | G  | E | P  | GF | GC | DIF |
| --- | ------------------------- | --- | -- | -- | - | -- | -- | -- | --- |
| 1   | Ñublense                  | 41  | 19 | 12 | 5 | 2  | 28 | 14 | 14  |
| 2   | Universidad Católica      | 36  | 19 | 11 | 3 | 5  | 37 | 19 | 18  |
| 3   | O'Higgins                 | 36  | 19 | 10 | 6 | 3  | 30 | 17 | 13  |
| 4   | Audax Italiano            | 34  | 19 | 11 | 1 | 7  | 35 | 25 | 10  |
| 5   | Everton                   | 32  | 19 | 10 | 2 | 7  | 34 | 30 | 4   |
| 6   | Cobresal                  | 31  | 19 | 9  | 4 | 6  | 35 | 26 | 9   |
| 7   | Universidad de Chile      | 30  | 19 | 9  | 3 | 7  | 28 | 23 | 5   |
| 8   | Santiago Morning          | 30  | 19 | 9  | 3 | 7  | 35 | 42 | -7  |
| 9   | Colo-Colo                 | 27  | 19 | 7  | 6 | 6  | 35 | 29 | 6   |
| 10  | Huachipato                | 27  | 19 | 7  | 6 | 6  | 29 | 29 | 0   |
| 11  | Deportes La Serena        | 26  | 19 | 7  | 5 | 7  | 29 | 29 | 0   |
| 12  | Palestino                 | 24  | 19 | 7  | 3 | 9  | 28 | 27 | 1   |
| 13  | Unión Española            | 24  | 19 | 7  | 3 | 9  | 20 | 27 | -7  |
| 14  | Rangers                   | 24  | 19 | 6  | 6 | 7  | 23 | 25 | -2  |
| 15  | Cobreloa                  | 23  | 19 | 6  | 5 | 8  | 25 | 29 | -4  |
| 16  | Universidad de Concepción | 21  | 19 | 6  | 3 | 10 | 27 | 33 | -6  |
| 17  | Deportes Antofagasta      | 17  | 19 | 4  | 5 | 10 | 16 | 29 | -13 |
| 18  | Provincial Osorno         | 16  | 19 | 5  | 1 | 13 | 19 | 38 | -19 |
| 19  | Deportes Concepción       | 15  | 19 | 7  | 3 | 9  | 33 | 37 | -4  |
| 20  | Deportes Melipilla        | 10  | 19 | 3  | 1 | 15 | 22 | 40 | -18 |

 Pts=Puntos; PJ=Partidos jugados; G=Partidos ganados; E=Partidos empatados; P=Partidos perdidos; GF=Goles a favor; GC=Goles en contra; DIF=Diferencia de gol
|  | Clasifican a Copa Sudamericana 2008                |
|  | Clasificado a Copa Libertadores 2009 (fase grupal) |
|  | Clasificado a Playoffs                             |
|  | Clasificado a Repechaje                            |

## Resultados
|  | Provincial Osorno         | 0 - 3 | Colo-Colo            |  | Rubén Marcos Peralta     | Jorge Osorio   | 25 de enero | 19:00 | CDF |
|  | Palestino                 | 1 - 1 | Deportes Antofagasta |  | Municipal de La Cisterna | Patricio Polic | 26 de enero | 18:00 |     |
|  | Audax Italiano            | 0 - 0 | Deportes La Serena   |  | Monumental               | Julio Bascuñán | 26 de enero | 19:00 |     |
|  | Deportes Melipilla        | 1 - 2 | Unión Española       |  | Roberto Bravo Santibáñez | Eduardo Ponce  | 26 de enero | 21:00 |     |
|  | Universidad de Concepción | 0 - 0 | O'Higgins            |  | Municipal de Concepción  | Carlos Chandía | 26 de enero | 21:00 | CDF |
|  | Rangers                   | 0 - 0 | Ñublense             |  | Fiscal de Talca          | Rubén Selmán   | 26 de enero | 21:00 |     |
|  | Cobresal                  | 4 - 0 | Everton              |  | El Cobre                 | José Henríquez | 27 de enero | 16:00 |     |
|  | Cobreloa                  | 0 - 0 | Huachipato           |  | Municipal de Calama      | Eduardo Gamboa | 27 de enero | 16:00 |     |
|  | Universidad de Chile      | 2 - 1 | Deportes Concepción  |  | Monumental               | Enrique Osses  | 27 de enero | 18:00 | CDF |
|  | Universidad Católica      | 8 - 2 | Santiago Morning     |  | San Carlos de Apoquindo  | Claudio Puga   | 27 de enero | 20:30 | CDF |

|  | Unión Española       | 1 - 0 | Audax Italiano            |  | Santa Laura             | Enrique Osses      | 1 de febrero | 20:00 | CDF |
|  | Deportes La Serena   | 1 - 0 | Rangers                   |  | La Portada              | Claudio Fuenzalida | 1 de febrero | 21:00 |     |
|  | Everton              | 0 - 2 | Universidad Católica      |  | Sausalito               | Carlos Chandía     | 2 de febrero | 16:00 | CDF |
|  | O'Higgins            | 0 - 2 | Palestino                 |  | El Teniente             | Manuel Acosta      | 2 de febrero | 19:00 |     |
|  | Deportes Concepción  | 2 - 1 | Santiago Morning          |  | Municipal de Collao     | Julio Bascuñán     | 2 de febrero | 19:00 |     |
|  | Colo-Colo            | 4 - 3 | Deportes Melipilla        |  | Monumental              | Claudio Puga       | 2 de febrero | 19:00 | CDF |
|  | Cobresal             | 1 - 0 | Cobreloa                  |  | El Cobre                | Eduardo Ponce      | 3 de febrero | 16:00 |     |
|  | Deportes Antofagasta | 3 - 3 | Universidad de Concepción |  | Regional de Antofagasta | Rubén Selmán       | 3 de febrero | 17:00 |     |
|  | Huachipato           | 0 - 2 | Provincial Osorno         |  | Las Higueras            | René de la Rosa    | 3 de febrero | 18:00 |     |
|  | Ñublense             | 0 - 0 | Universidad de Chile      |  | Municipal de Concepción | Guido Aros         | 3 de febrero | 18:00 | CDF |

|  | Universidad Católica      | 1 - 2 | Unión Española       |  | San Carlos de Apoquindo  | Guido Aros         | 8 de febrero  | 20:00 | CDF |
|  | Rangers                   | 1 - 0 | Deportes Antofagasta |  | Fiscal de Talca          | Carlos Chandía     | 8 de febrero  | 21:00 |     |
|  | Palestino                 | 1 - 0 | Colo-Colo            |  | La Portada               | Rubén Selmán       | 9 de febrero  | 18:30 | CDF |
|  | Universidad de Concepción | 1 - 3 | Everton              |  | Municipal de Concepción  | René de la Rosa    | 9 de febrero  | 20:00 |     |
|  | Deportes Melipilla        | 2 - 3 | Deportes La Serena   |  | Roberto Bravo Santibáñez | Manuel Acosta      | 9 de febrero  | 20:00 |     |
|  | Universidad de Chile      | 1 - 0 | Cobresal             |  | Monumental               | Jorge Osorio       | 9 de febrero  | 21:00 | CDF |
|  | Cobreloa                  | 1 - 2 | O'Higgins            |  | Municipal de Calama      | Patricio Polic     | 10 de febrero | 16:00 |     |
|  | Santiago Morning          | 2 - 2 | Huachipato           |  | Municipal de La Pintana  | Claudio Fuenzalida | 10 de febrero | 18:00 |     |
|  | Ñublense                  | 2 - 0 | Provincial Osorno    |  | Municipal de Linares     | José Henríquez     | 10 de febrero | 18:00 |     |
|  | Audax Italiano            | 3 - 2 | Deportes Concepción  |  | Monumental               | Eduardo Gamboa     | 10 de febrero | 19:00 | CDF |

|  | Deportes La Serena  | 1 - 1 | Universidad Católica      |  | La Portada               | Eduardo Ponce   | 12 de febrero | 21:30 | CDF |
|  | Cobresal            | 0 - 0 | O'Higgins                 |  | El Cobre                 | Claudio Puga    | 13 de febrero | 16:00 |     |
|  | Huachipato          | 3 - 1 | Deportes Antofagasta      |  | Las Higueras             | José Henríquez  | 13 de febrero | 18:00 |     |
|  | Santiago Morning    | 1 - 1 | Palestino                 |  | Municipal de La Pintana  | René de la Rosa | 13 de febrero | 18:30 |     |
|  | Unión Española      | 0 - 1 | Cobreloa                  |  | Santa Laura              | Eduardo Gamboa  | 13 de febrero | 20:00 |     |
|  | Colo-Colo           | 1 - 0 | Universidad de Concepción |  | Monumental               | Carlos Chandía  | 13 de febrero | 20:30 | CDF |
|  | Provincial Osorno   | 2 - 1 | Rangers                   |  | Rubén Marcos Peralta     | Julio Bascuñán  | 13 de febrero | 20:30 |     |
|  | Deportes Concepción | 0 - 0 | Ñublense                  |  | Municipal de Collao      | Patricio Polic  | 13 de febrero | 20:30 |     |
|  | Everton             | 3 - 1 | Universidad de Chile      |  | Sausalito                | Guido Aros      | 14 de febrero | 18:30 | CDF |
|  | Deportes Melipilla  | 1 - 0 | Audax Italiano            |  | Roberto Bravo Santibáñez | Pablo Pozo      | 27 de febrero | 20:00 | CDF |

|  | Audax Italiano            | 4 - 1 | Cobresal            |  | Monumental               | José Henríquez | 16 de febrero | 17:00 | CDF |
|  | Universidad de Concepción | 2 - 0 | Huachipato          |  | Municipal de Concepción  | Jorge Osorio   | 16 de febrero | 20:00 |     |
|  | Universidad Católica      | 2 - 0 | Provincial Osorno   |  | San Carlos de Apoquindo  | Claudio Puga   | 16 de febrero | 20:30 | CDF |
|  | Universidad de Chile      | 2 - 0 | Unión Española      |  | Regional Chiledeportes   | Carlos Chandía | 17 de febrero | 12:00 | CDF |
|  | Cobreloa                  | 2 - 2 | Deportes La Serena  |  | Municipal de Calama      | Rubén Selmán   | 17 de febrero | 16:00 |     |
|  | Rangers                   | 2 - 2 | Colo-Colo           |  | Fiscal de Talca          | Eduardo Ponce  | 17 de febrero | 17:00 | CDF |
|  | Palestino                 | 1 - 2 | Everton             |  | Municipal de La Cisterna | Enrique Osses  | 17 de febrero | 18:00 |     |
|  | Deportes Antofagasta      | 1 - 2 | Santiago Morning    |  | Regional de Antofagasta  | Eduardo Gamboa | 17 de febrero | 18:00 |     |
|  | O'Higgins                 | 1 - 0 | Deportes Concepción |  | El Teniente              | Guido Aros     | 17 de febrero | 18:00 |     |
|  | Ñublense                  | 2 - 0 | Deportes Melipilla  |  | Municipal de Linares     | Julio Bascuñán | 17 de febrero | 18:00 |     |

|  | Palestino            | 0 - 2 | Rangers                   |  | Municipal de La Cisterna | Pablo Pozo         | 23 de febrero | 17:00 | CDF |
|  | Deportes Concepción  | 2 - 1 | Universidad Católica      |  | Municipal de Collao      | Jorge Osorio       | 23 de febrero | 19:30 | CDF |
|  | Provincial Osorno    | 1 - 3 | Universidad de Concepción |  | Rubén Marcos Peralta     | Claudio Fuenzalida | 23 de febrero | 20:00 |     |
|  | Deportes La Serena   | 1 - 0 | Everton                   |  | La Portada               | Carlos Chandía     | 23 de febrero | 21:00 |     |
|  | Cobresal             | 3 - 0 | Unión Española            |  | El Cobre                 | Patricio Polic     | 24 de febrero | 16:00 |     |
|  | Deportes Melipilla   | 0 - 3 | Universidad de Chile      |  | Roberto Bravo Santibáñez | Enrique Osses      | 24 de febrero | 17:00 | CDF |
|  | Huachipato           | 1 - 4 | Audax Italiano            |  | Las Higueras             | René de la Rosa    | 24 de febrero | 17:00 |     |
|  | Deportes Antofagasta | 1 - 1 | Cobreloa                  |  | Regional de Antofagasta  | Claudio Puga       | 24 de febrero | 18:00 |     |
|  | Santiago Morning     | 2 - 3 | O'Higgins                 |  | Municipal de La Cisterna | Eduardo Ponce      | 24 de febrero | 18:00 |     |
|  | Colo-Colo            | 1 - 4 | Ñublense                  |  | Monumental               | Rubén Selmán       | 24 de febrero | 19:30 | CDF |

|  | Unión Española            | 0 - 1 | Santiago Morning     |  | Santa Laura             | Carlos Chandía     | 29 de febrero | 20:00 | CDF |
|  | O'Higgins                 | 0 - 0 | Deportes Antofagasta |  | El Teniente             | Julio Bascuñán     | 1 de marzo    | 19:00 |     |
|  | Provincial Osorno         | 3 - 1 | Deportes Melipilla   |  | Rubén Marcos Peralta    | Eduardo Ponce      | 1 de marzo    | 20:00 |     |
|  | Rangers                   | 0 - 0 | Huachipato           |  | Fiscal de Talca         | Manuel Acosta      | 1 de marzo    | 20:00 |     |
|  | Universidad de Concepción | 2 - 3 | Palestino            |  | Municipal de Concepción | Guido Aros         | 1 de marzo    | 20:00 |     |
|  | Everton                   | 2 - 1 | Audax Italiano       |  | Sausalito               | Rubén Selmán       | 1 de marzo    | 20:00 | CDF |
|  | Deportes La Serena        | 2 - 4 | Deportes Concepción  |  | La Portada              | Eduardo Gamboa     | 1 de marzo    | 21:00 |     |
|  | Cobreloa                  | 3 - 1 | Universidad de Chile |  | Municipal de Calama     | Pablo Pozo         | 2 de marzo    | 16:00 | CDF |
|  | Ñublense                  | 2 - 1 | Cobresal             |  | Municipal de Linares    | Claudio Fuenzalida | 2 de marzo    | 18:00 |     |
|  | Colo-Colo                 | 0 - 1 | Universidad Católica |  | Monumental              | Enrique Osses      | 2 de marzo    | 18:30 | CDF |

|  | Huachipato           | 2 - 2 | Cobresal                  |  | Las Higueras             | Guido Aros      | 5 de marzo  | 17:00 |     |
|  | Palestino            | 3 - 0 | Ñublense                  |  | Municipal de La Cisterna | René de la Rosa | 5 de marzo  | 17:00 |     |
|  | Santiago Morning     | 3 - 2 | Universidad de Concepción |  | Municipal de La Pintana  | José Henríquez  | 5 de marzo  | 17:00 |     |
|  | Universidad de Chile | 3 - 1 | Deportes La Serena        |  | Nacional                 | Claudio Puga    | 5 de marzo  | 18:00 | CDF |
|  | Deportes Antofagasta | 1 - 1 | Provincial Osorno         |  | Regional de Antofagasta  | Álvaro García   | 5 de marzo  | 18:00 |     |
|  | Deportes Melipilla   | 0 - 1 | Everton                   |  | Roberto Bravo Santibáñez | Eduardo Gamboa  | 5 de marzo  | 20:00 |     |
|  | Universidad Católica | 2 - 0 | O'Higgins                 |  | San Carlos de Apoquindo  | Patricio Polic  | 5 de marzo  | 20:10 | CDF |
|  | Rangers              | 2 - 2 | Cobreloa                  |  | Fiscal de Talca          | Jorge Osorio    | 5 de marzo  | 21:00 |     |
|  | Deportes Concepción  | 1 - 1 | Unión Española            |  | Municipal de Collao      | Rubén Selmán    | 5 de marzo  | 22:10 | CDF |
|  | Audax Italiano       | 3 - 2 | Colo-Colo                 |  | Nacional                 | Carlos Chandía  | 16 de abril | 20:00 | CDF |

|  | Huachipato           | 3 - 1 | Universidad Católica      |  | Municipal de Concepción | Carlos Chandía     | 8 de marzo | 17:00 | CDF |
|  | O'Higgins            | 1 - 1 | Deportes Melipilla        |  | El Teniente             | Enrique Osses      | 8 de marzo | 19:00 |     |
|  | Everton              | 3 - 1 | Rangers                   |  | Sausalito               | Claudio Puga       | 8 de marzo | 19:00 |     |
|  | Universidad de Chile | 1 - 0 | Palestino                 |  | Nacional                | Jorge Osorio       | 8 de marzo | 19:30 | CDF |
|  | Unión Española       | 1 - 5 | Colo-Colo                 |  | Fiscal de Talca         | Pablo Pozo         | 9 de marzo | 15:30 | CDF |
|  | Cobresal             | 2 - 0 | Provincial Osorno         |  | El Cobre                | René de la Rosa    | 9 de marzo | 16:00 |     |
|  | Ñublense             | 3 - 1 | Santiago Morning          |  | Municipal de Linares    | Álvaro García      | 9 de marzo | 18:00 |     |
|  | Deportes Concepción  | 2 - 0 | Cobreloa                  |  | Municipal de Collao     | Eduardo Ponce      | 9 de marzo | 18:00 |     |
|  | Deportes Antofagasta | 1 - 0 | Deportes La Serena        |  | Regional de Antofagasta | Claudio Fuenzalida | 9 de marzo | 18:00 |     |
|  | Audax Italiano       | 3 - 1 | Universidad de Concepción |  | Santa Laura             | Julio Bascuñán     | 9 de marzo | 19:00 | CDF |

|  | Rangers                   | 1 - 4 | Santiago Morning     |  | Fiscal de Talca          | Patricio Polic     | 11 de marzo | 20:00 | CDF |
|  | Cobreloa                  | 1 - 0 | Ñublense             |  | Municipal de Calama      | Rubén Selmán       | 12 de marzo | 16:00 |     |
|  | Palestino                 | 1 - 2 | Huachipato           |  | Municipal de La Cisterna | Eduardo Gamboa     | 12 de marzo | 17:00 |     |
|  | Universidad de Concepción | 1 - 1 | Universidad de Chile |  | Municipal de Concepción  | Eduardo Ponce      | 12 de marzo | 18:00 | CDF |
|  | Unión Española            | 2 - 3 | Everton              |  | Santa Laura              | Jorge Osorio       | 12 de marzo | 20:00 |     |
|  | Provincial Osorno         | 1 - 3 | Audax Italiano       |  | Rubén Marcos Peralta     | Claudio Puga       | 12 de marzo | 20:00 |     |
|  | Deportes Melipilla        | 3 - 4 | Deportes Concepción  |  | Roberto Bravo Santibáñez | Claudio Fuenzalida | 12 de marzo | 20:00 |     |
|  | Colo-Colo                 | 1 - 1 | O'Higgins            |  | Monumental               | Guido Aros         | 12 de marzo | 20:30 | CDF |
|  | Deportes La Serena        | 1 - 1 | Cobresal             |  | La Portada               | José Henríquez     | 12 de marzo | 21:00 |     |
|  | Universidad Católica      | 4 - 0 | Deportes Antofagasta |  | San Carlos de Apoquindo  | Pablo Pozo         | 19 de marzo | 20:00 | CDF |

|  | Santiago Morning     | 1 - 3 | Colo-Colo                 |  | Nacional                | Manuel Acosta   | 15 de marzo | 18:00 | CDF |
|  | Everton              | 0 - 0 | Huachipato                |  | Sausalito               | Pablo Pozo      | 15 de marzo | 19:00 |     |
|  | Audax Italiano       | 3 - 1 | Universidad Católica      |  | Monumental              | Enrique Osses   | 15 de marzo | 20:30 | CDF |
|  | Deportes La Serena   | 2 - 3 | Unión Española            |  | La Portada              | René de la Rosa | 15 de marzo | 21:00 |     |
|  | Deportes Concepción  | 2 - 0 | Universidad de Concepción |  | Municipal de Collao     | Claudio Puga    | 16 de marzo | 16:00 | CDF |
|  | Cobresal             | 4 - 2 | Deportes Melipilla        |  | El Cobre                | Júlio Bascuñán  | 16 de marzo | 16:00 |     |
|  | Cobreloa             | 3 - 2 | Palestino                 |  | Municipal de Calama     | Álvaro García   | 16 de marzo | 16:00 |     |
|  | Universidad de Chile | 4 - 1 | Provincial Osorno         |  | Nacional                | Rubén Selmán    | 16 de marzo | 18:30 | CDF |
|  | O'Higgins            | 2 - 1 | Rangers                   |  | El Teniente             | Carlos Chandía  | 16 de marzo | 19:00 |     |
|  | Deportes Antofagasta | 0 - 1 | Ñublense                  |  | Regional de Antofagasta | Patricio Polic  | 16 de abril | 21:00 |     |

|  | Ñublense                  | 2 - 1 | O'Higgins            |  | Municipal de Linares     | Eduardo Ponce      | 22 de marzo | 16:00 | CDF |
|  | Universidad Católica      | 2 - 1 | Cobresal             |  | San Carlos de Apoquindo  | Manuel Acosta      | 22 de marzo | 18:30 | CDF |
|  | Universidad de Concepción | 2 - 1 | Deportes La Serena   |  | Municipal de Concepción  | Eduardo Gamboa     | 22 de marzo | 19:00 |     |
|  | Rangers                   | 2 - 0 | Audax Italiano       |  | Fiscal de Talca          | Claudio Fuenzalida | 22 de marzo | 20:00 |     |
|  | Huachipato                | 3 - 2 | Universidad de Chile |  | Municipal de Concepción  | Jorge Osorio       | 23 de marzo | 16:00 | CDF |
|  | Deportes Melipilla        | 1 - 2 | Cobreloa             |  | Roberto Bravo Santibáñez | Guido Aros         | 23 de marzo | 16:00 |     |
|  | Provincial Osorno         | 1 - 3 | Deportes Concepción  |  | Rubén Marcos Peralta     | José Henríquez     | 23 de marzo | 16:00 |     |
|  | Palestino                 | 2 - 3 | Unión Española       |  | Municipal de La Cisterna | Pablo Pozo         | 23 de marzo | 17:00 |     |
|  | Santiago Morning          | 1 - 4 | Everton              |  | Municipal de La Pintana  | Rubén Selmán       | 23 de marzo | 17:00 |     |
|  | Colo-Colo                 | 2 - 1 | Deportes Antofagasta |  | Monumental               | Carlos Chandía     | 23 de marzo | 18:30 | CDF |

|  | Universidad Católica | 2 - 0 | Deportes Melipilla        |  | San Carlos de Apoquindo | Patricio Polic  | 28 de marzo | 20:00 | CDF |
|  | O'Higgins            | 4 - 1 | Provincial Osorno         |  | El Teniente             | Julio Bascuñán  | 29 de marzo | 19:00 |     |
|  | Deportes La Serena   | 2 - 1 | Huachipato                |  | La Portada              | Álvaro García   | 29 de marzo | 20:00 |     |
|  | Cobresal             | 2 - 0 | Rangers                   |  | El Cobre                | Eduardo Ponce   | 30 de marzo | 16:00 |     |
|  | Cobreloa             | 1 - 3 | Universidad de Concepción |  | Municipal de Calama     | René de la Rosa | 30 de marzo | 16:00 | CDF |
|  | Audax Italiano       | 2 - 1 | Palestino                 |  | Monumental              | Carlos Chandía  | 30 de marzo | 18:00 |     |
|  | Everton              | 1 - 1 | Ñublense                  |  | Sausalito               | Enrique Osses   | 30 de marzo | 18:00 |     |
|  | Deportes Concepción  | 2 - 2 | Colo-Colo                 |  | Municipal de Collao     | Jorge Osorio    | 30 de marzo | 18:30 | CDF |
|  | Unión Española       | 1 - 0 | Deportes Antofagasta      |  | Santa Laura             | José Henríquez  | 30 de marzo | 19:00 |     |
|  | Universidad de Chile | 1 - 2 | Santiago Morning          |  | Nacional                | Claudio Puga    | 31 de marzo | 19:30 | CDF |

|  | Huachipato                | 3 - 2 | Deportes Concepción  |  | Las Higueras            | Manuel Acosta      | 5 de abril | 15:30 | CDF |
|  | Universidad de Concepción | 1 - 0 | Unión Española       |  | Municipal de Concepción | Rubén Selmán       | 5 de abril | 18:00 |     |
|  | Colo-Colo                 | 3 - 1 | Everton              |  | Monumental              | Pablo Pozo         | 5 de abril | 19:00 | CDF |
|  | Deportes Antofagasta      | 2 - 1 | Universidad de Chile |  | Regional de Antofagasta | Guido Aros         | 6 de abril | 15:30 | CDF |
|  | Ñublense                  | 1 - 0 | Deportes La Serena   |  | Municipal de Linares    | Julio Bascuñán     | 6 de abril | 15:30 |     |
|  | Rangers                   | 0 - 1 | Deportes Melipilla   |  | Fiscal de Talca         | Álvaro García      | 6 de abril | 15:30 |     |
|  | Santiago Morning          | 2 - 2 | Cobresal             |  | Municipal de La Pintana | Patricio Polic     | 6 de abril | 15:30 |     |
|  | Provincial Osorno         | 1 - 2 | Cobreloa             |  | Rubén Marcos Peralta    | Claudio Fuenzalida | 6 de abril | 15:30 |     |
|  | O'Higgins                 | 3 - 0 | Audax Italiano       |  | El Teniente             | Enrique Osses      | 6 de abril | 18:00 |     |
|  | Palestino                 | 1 - 1 | Universidad Católica |  | Nacional                | Eduardo Gamboa     | 6 de abril | 18:00 | CDF |

|  | Cobresal             | 2 - 4 | Palestino                 |  | El Cobre                 | Jorge Osorio    | 12 de abril | 12:00 |     |
|  | Universidad de Chile | 1 - 0 | Colo-Colo                 |  | Nacional                 | Enrique Osses   | 12 de abril | 16:30 | CDF |
|  | Unión Española       | 0 - 0 | Ñublense                  |  | Santa Laura              | René de la Rosa | 12 de abril | 19:00 |     |
|  | Universidad Católica | 2 - 0 | Universidad de Concepción |  | San Carlos de Apoquindo  | Claudio Puga    | 12 de abril | 19:00 | CDF |
|  | Everton              | 1 - 3 | O'Higgins                 |  | Sausalito                | Carlos Chandía  | 12 de abril | 19:00 |     |
|  | Cobreloa             | 3 - 4 | Santiago Morning          |  | Municipal de Calama      | José Henríquez  | 13 de abril | 16:00 |     |
|  | Deportes Concepción  | 2 - 4 | Rangers                   |  | Municipal de Collao      | Rubén Selmán    | 13 de abril | 16:00 |     |
|  | Deportes Melipilla   | 2 - 4 | Huachipato                |  | Roberto Bravo Santibáñez | Pablo Pozo      | 13 de abril | 16:00 | CDF |
|  | Deportes La Serena   | 2 - 1 | Provincial Osorno         |  | La Portada               | Eduardo Ponce   | 13 de abril | 18:30 |     |
|  | Audax Italiano       | 3 - 0 | Deportes Antofagasta      |  | Monumental               | Manuel Acosta   | 13 de abril | 18:30 | CDF |

|  | Palestino            | 2 - 1 | Deportes Melipilla        |  | Municipal de La Cisterna | Claudio Fuenzalida | 19 de abril | 15:00 | CDF |
|  | Colo-Colo            | 0 - 0 | Cobreloa                  |  | Monumental               | Rubén Selmán       | 19 de abril | 18:00 | CDF |
|  | O'Higgins            | 4 - 1 | Deportes La Serena        |  | El Teniente              | Manuel Acosta      | 19 de abril | 18:00 |     |
|  | Huachipato           | 2 - 1 | Unión Española            |  | Las Higueras             | Patricio Polic     | 20 de abril | 15:30 |     |
|  | Santiago Morning     | 2 - 1 | Provincial Osorno         |  | Municipal de La Pintana  | Julio Bascuñán     | 20 de abril | 15:30 |     |
|  | Rangers              | 2 - 2 | Universidad Católica      |  | Fiscal de Talca          | Enrique Osses      | 20 de abril | 15:30 | CDF |
|  | Ñublense             | 3 - 1 | Universidad de Concepción |  | Municipal de Linares     | Álvaro García      | 20 de abril | 16:30 |     |
|  | Deportes Concepción  | 3 - 2 | Everton                   |  | Municipal de Collao      | Guido Aros         | 20 de abril | 17:30 |     |
|  | Universidad de Chile | 2 - 0 | Audax Italiano            |  | Nacional                 | Jorge Osorio       | 20 de abril | 19:00 | CDF |
|  | Deportes Antofagasta | 0 - 1 | Cobresal                  |  | Regional de Antofagasta  | Eduardo Gamboa     | 23 de abril | 21:00 |     |

|  | Unión Española            | 1 - 1 | O'Higgins            |  | Santa Laura              | Eduardo Gamboa     | 26 de abril | 16:30 |     |
|  | Provincial Osorno         | 1 - 0 | Palestino            |  | Rubén Marcos Peralta     | Carlos Chandía     | 26 de abril | 16:30 |     |
|  | Huachipato                | 1 - 2 | Ñublense             |  | Municipal de Concepción  | Rubén Selmán       | 26 de abril | 16:30 | CDF |
|  | Universidad de Concepción | 1 - 2 | Rangers              |  | Municipal de Concepción  | Claudio Fuenzalida | 26 de abril | 18:30 |     |
|  | Deportes La Serena        | 2 - 2 | Colo-Colo            |  | La Portada               | Guido Aros         | 26 de abril | 19:00 | CDF |
|  | Deportes Melipilla        | 0 - 1 | Deportes Antofagasta |  | Roberto Bravo Santibáñez | René de la Rosa    | 27 de abril | 12:30 |     |
|  | Universidad Católica      | 2 - 0 | Universidad de Chile |  | Nacional                 | Pablo Pozo         | 27 de abril | 15:30 | CDF |
|  | Everton                   | 4 - 2 | Cobreloa             |  | Sausalito                | Eduardo Ponce      | 27 de abril | 16:00 |     |
|  | Audax Italiano            | 2 - 0 | Santiago Morning     |  | Monumental               | Claudio Puga       | 27 de abril | 18:30 | CDF |
|  | Cobresal                  | 4 - 1 | Deportes Concepción  |  | El Cobre                 | José Henríquez     | 28 de abril | 16:00 |     |

|  | Colo-Colo                 | 2 - 2 | Huachipato           |  | Monumental               | Manuel Acosta  | 29 de abril | 20:00 | CDF |
|  | O'Higgins                 | 3 - 1 | Universidad de Chile |  | El Teniente              | Enrique Osses  | 30 de abril | 13:00 | CDF |
|  | Palestino                 | 0 - 2 | Deportes La Serena   |  | Municipal de La Cisterna | Álvaro García  | 30 de abril | 15:30 |     |
|  | Ñublense                  | 3 - 2 | Audax Italiano       |  | Municipal de Linares     | Pablo Pozo     | 30 de abril | 16:00 |     |
|  | Cobreloa                  | 0 - 1 | Universidad Católica |  | Municipal de Calama      | Guido Aros     | 30 de abril | 16:00 | CDF |
|  | Santiago Morning          | 1 - 0 | Deportes Melipilla   |  | Monumental               | Patricio Polic | 30 de abril | 19:30 |     |
|  | Deportes Antofagasta      | 2 - 1 | Deportes Concepción  |  | Regional de Antofagasta  | Eduardo Ponce  | 30 de abril | 20:00 |     |
|  | Rangers                   | 1 - 0 | Unión Española       |  | Fiscal de Talca          | Claudio Puga   | 30 de abril | 20:00 |     |
|  | Universidad de Concepción | 3 - 1 | Cobresal             |  | Municipal de Concepción  | Julio Bascuñán | 30 de abril | 20:00 |     |
|  | Provincial Osorno         | 2 - 1 | Everton              |  | Rubén Marcos Peralta     | Jorge Osorio   | 30 de abril | 20:00 | CDF |

|  | Cobresal             | 3 - 2 | Colo-Colo                 |  | Municipal de Calama      | Álvaro García      | 3 de mayo | 15:00 | CDF |
|  | Unión Española       | 2 - 0 | Provincial Osorno         |  | Santa Laura              | Claudio Fuenzalida | 3 de mayo | 17:30 | CDF |
|  | Huachipato           | 0 - 1 | O'Higgins                 |  | Las Higueras             | René de la Rosa    | 4 de mayo | 15:30 |     |
|  | Deportes La Serena   | 5 - 1 | Santiago Morning          |  | La Portada               | Enrique Osses      | 4 de mayo | 15:30 |     |
|  | Everton              | 3 - 1 | Deportes Antofagasta      |  | Sausalito                | Rubén Selmán       | 4 de mayo | 15:30 |     |
|  | Universidad de Chile | 1 - 1 | Rangers                   |  | Nacional                 | Carlos Chandía     | 4 de mayo | 15:30 | CDF |
|  | Deportes Melipilla   | 3 - 1 | Universidad de Concepción |  | Roberto Bravo Santibáñez | José Henríquez     | 4 de mayo | 16:00 |     |
|  | Deportes Concepción  | 1 - 3 | Palestino                 |  | Municipal de Collao      | Patricio Polic     | 4 de mayo | 16:00 |     |
|  | Audax Italiano       | 2 - 1 | Cobreloa                  |  | Monumental               | Eduardo Gamboa     | 4 de mayo | 18:30 |     |
|  | Universidad Católica | 1 - 2 | Ñublense                  |  | San Carlos de Apoquindo  | Jorge Osorio       | 4 de mayo | 18:30 | CDF |

## Play-Offs
Terminada la Fase Clasificatoria, los clasificados de la etapa anterior (de manera directa y a través del repechaje), pasan a un torneo de eliminación directa, para definir al campeón del torneo.
|  | Cuartos de final     | Cuartos de final     | Cuartos de final |   |          | Semifinales      | Semifinales      | Semifinales      |  |  | Final                   | Final                   | Final                   |
|  | 10 al 15 de mayo     | 10 al 15 de mayo     | 10 al 15 de mayo |   |          | 18 al 24 de mayo | 18 al 24 de mayo | 18 al 24 de mayo |  |  | 28 de mayo y 3 de junio | 28 de mayo y 3 de junio | 28 de mayo y 3 de junio |
|  |                      |                      |                  |   |          |                  |                  |                  |  |  |                         |                         |                         |
|  | Audax Italiano       | 3                    | 1                |   |          |                  |                  |                  |  |  |                         |                         |                         |
|  | Everton (v)          | 0                    | 4                |   |          |                  |                  |                  |  |  |                         |                         |                         |
|  | Everton (v)          | 0                    | 4                |   | Everton  | 3                | 1                |                  |  |  |                         |                         |                         |
|  |                      |                      |                  |   | Everton  | 3                | 1                |                  |  |  |                         |                         |                         |
|  |                      | Universidad de Chile | 1                | 1 |          |                  |                  |                  |  |  |                         |                         |                         |
|  | O'Higgins            | Universidad de Chile | 1                | 1 | 2        | 1                |                  |                  |  |  |                         |                         |                         |
|  | O'Higgins            |                      |                  |   | 2        | 1                |                  |                  |  |  |                         |                         |                         |
|  | Universidad de Chile | 4                    | 2                |   |          |                  |                  |                  |  |  |                         |                         |                         |
|  |                      |                      |                  |   |          |                  |                  |                  |  |  | Everton                 | 0                       | 3                       |
|  |                      |                      | Colo-Colo        | 2 | 0        |                  |                  |                  |  |  |                         |                         |                         |
|  | Ñublense             | 0                    | 2                |   |          |                  |                  |                  |  |  |                         |                         |                         |
|  | Cobreloa             | 0                    | 1                |   |          |                  |                  |                  |  |  |                         |                         |                         |
|  | Cobreloa             | 0                    | 1                |   | Ñublense | 1                | 1                |                  |  |  |                         |                         |                         |
|  |                      |                      |                  |   | Ñublense | 1                | 1                |                  |  |  |                         |                         |                         |
|  |                      | Colo-Colo (v)        | 0                | 2 |          |                  |                  |                  |  |  |                         |                         |                         |
|  | Universidad Católica | Colo-Colo (v)        | 0                | 2 | 1        | 1                |                  |                  |  |  |                         |                         |                         |
|  | Universidad Católica |                      |                  |   | 1        | 1                |                  |                  |  |  |                         |                         |                         |
|  | Colo-Colo            | 3                    | 1                |   |          |                  |                  |                  |  |  |                         |                         |                         |

- Nota: En cada llave, el equipo que ocupa la primera línea es el que definió la serie como local.

### Repechaje
El repechaje se juega al existir un equipo en tercer lugar de un grupo con más puntaje que un segundo lugar de otro grupo.
|  | Cobresal | 2(2) - (4)2 | Cobreloa |  | El Cobre | Rubén Selmán | 7 de mayo | 16:00 | CDF |

### Cuartos de final
En los cuartos de final se sucedieron las eliminaciones de los equipos que habían ocupado los lugares 2°, 3° y 4° de la Fase Clasificatoria. Universidad Católica, O'Higgins y Audax Italiano cayeron en estas instancias frente a sus rivales de turno. La eliminación de Audax a manos de Everton tuvo caracteres de hazaña, debido a que el equipo viñamarino debió remontar un 3–0 sufrido como local, y clasificó goleando a los itálicos en el Estadio Monumental por 4–1, con un gol en el último minuto. En las otras llaves, Universidad Católica cuestionó el arbitraje de Enrique Osses en el partido de ida ante Colo-Colo, y Cobreloa no fue capaz de vencer el ordenado funcionamiento defensivo de Ñublense. Por otra parte, Universidad de Chile jugó sus dos mejores partidos del campeonato para eliminar, sin mayores complicaciones, a O'Higgins, con sendos triunfos en Santiago y Rancagua.
|  | Everton              | 0 - 3 | Audax Italiano       |  | Sausalito           | Carlos Chandía | 10 de mayo | 16:00 | CDF |
|  | Colo-Colo            | 3 - 1 | Universidad Católica |  | Monumental          | Enrique Osses  | 10 de mayo | 18:30 | CDF |
|  | Cobreloa             | 0 - 0 | Ñublense             |  | Municipal de Calama | Manuel Acosta  | 11 de mayo | 16:00 | CDF |
|  | Universidad de Chile | 4 - 2 | O'Higgins            |  | Nacional            | Eduardo Ponce  | 11 de mayo | 18:30 | CDF |

|  | Universidad Católica | 1 - 1 | Colo-Colo            |  | Nacional                | Pablo Pozo     | 13 de mayo | 18:30 | CDF |
|  | O'Higgins            | 1 - 2 | Universidad de Chile |  | El Teniente             | Carlos Chandía | 14 de mayo | 15:30 | CDF |
|  | Audax Italiano       | 1 - 4 | Everton              |  | Monumental              | Jorge Osorio   | 14 de mayo | 20:30 | CDF |
|  | Ñublense             | 2 - 1 | Cobreloa             |  | Municipal de Concepción | Rubén Selmán   | 15 de mayo | 20:00 | CDF |

### Semifinales
|  | Colo-Colo            | 0 - 1 | Ñublense |  | Monumental | Jorge Osorio | 18 de mayo | 16:00 | CDF |
|  | Universidad de Chile | 1 - 3 | Everton  |  | Nacional   | Rubén Selmán | 18 de mayo | 18:30 | CDF |

|  | Ñublense | 1 - 2 | Colo-Colo            |  | Municipal de Concepción | Pablo Pozo     | 21 de mayo | 15:30 | CDF |
|  | Everton  | 1 - 1 | Universidad de Chile |  | Sausalito               | Carlos Chandía | 24 de mayo | 16:00 | CDF |

### Final
|  | Colo-Colo | 2 - 0 | Everton |  | Monumental | Pablo Pozo | 28 de mayo | 19:30 | CDF |

|  | Everton | 3 - 0 | Colo-Colo |  | Sausalito | Rubén Selmán | 3 de junio | 19:30 | CDF |

## Campeón
|                                   |
| Everton de Viña del Mar 4º título |

## Estadísticas

### Goleadores
Fecha de actualización: 3 de junio de 2008
| Jugador              | Jugador            | Goles | Equipo                    |
| -------------------- | ------------------ | ----- | ------------------------- |
| Bandera de Argentina | Lucas Barrios      | 19    | Colo-Colo                 |
| Bandera de Chile     | Esteban Paredes    | 15    | Santiago Morning          |
| Bandera de Chile     | Manuel Villalobos  | 13    | Universidad de Chile      |
| Bandera de Argentina | Ezequiel Miralles  | 13    | Everton                   |
| Bandera de Chile     | Cristián Canío     | 12    | Everton                   |
| Bandera de Chile     | Gabriel Vargas     | 12    | Universidad de Concepción |
| Bandera de Paraguay  | Víctor Aquino      | 11    | Palestino                 |
| Bandera de Chile     | Luis Flores Abarca | 10    | Ñublense                  |

### Tripletas, pókers o manos
Aquí se encuentra la lista de tripletas o hat-tricks, póker de goles y manos (en general, tres o más goles anotados por un jugador en un mismo encuentro) convertidos durante el torneo:
| # | Fecha      | Jugador           | Goles | Local                | Resultado | Visitante                 | Jornada         |
| - | ---------- | ----------------- | ----- | -------------------- | --------- | ------------------------- | --------------- |
| 1 | 27/01/2008 | Marco Olea        |       | Cobresal             | 4 - 0     | Everton                   | 1               |
| 2 | 13/02/2008 | Gamadiel García   |       | Huachipato           | 3 - 1     | Deportes Antofagasta      | 4               |
| 3 | 16/02/2008 | Renzo Yáñez       |       | Audax Italiano       | 4 - 1     | Cobresal                  | 5               |
| 4 | 23/02/2008 | Gabriel Vargas    |       | Provincial Osorno    | 1 - 3     | Universidad de Concepción | 6               |
| 5 | 05/03/2008 | Víctor Aquino     |       | Palestino            | 3 - 0     | Ñublense                  | 8               |
| 6 | 29/03/2008 | Hans Gómez        |       | O'Higgins            | 4 - 1     | Provincial Osorno         | 13              |
| 7 | 27/04/2008 | Cristián Canío    |       | Everton              | 4 - 2     | Cobreloa                  | 17              |
| 8 | 04/05/2008 | Mauricio Salazar  |       | Deportes La Serena   | 5 - 1     | Santiago Morning          | 19              |
| 9 | 18/05/2008 | Ezequiel Miralles |       | Universidad de Chile | 1 - 3     | Everton                   | Semifinal (Ida) |

### Autogoles
| Autogoles          | Autogoles            | Autogoles                 | Autogoles | Autogoles |
| Jugador            | Equipo               | Favorecido                | Goles     | Fecha     |
| ------------------ | -------------------- | ------------------------- | --------- | --------- |
| Jorge Aguilar      | Provincial Osorno    | Colo-Colo                 | 1         | 1         |
| Miguel Riffo       | Colo-Colo            | Deportes Melipilla        | 1         | 2         |
| Jaime García       | Deportes Melipilla   | Universidad de Chile      | 1         | 6         |
| José Luis Cabión   | Colo-Colo            | Ñublense                  | 1         | 6         |
| Cristián Muñoz     | Colo-Colo            | Universidad Católica      | 1         | 7         |
| Marcelo Medina     | O'Higgins            | Deportes Melipilla        | 1         | 9         |
| Luis Alegría       | Ñublense             | Cobreloa                  | 1         | 10        |
| José Rojas         | Universidad de Chile | Universidad de Concepción | 1         | 10        |
| Juan Luis González | Everton              | Unión Española            | 1         | 10        |
| Eduardo Cuso       | Deportes Antofagasta | Unión Española            | 1         | 13        |
| Sebastián Roco     | Audax Italiano       | Universidad de Chile      | 1         | 16        |
| Javier Menghini    | Everton              | Deportes Antofagasta      | 1         | 19        |
| Patricio Gutiérrez | Audax Italiano       | Cobreloa                  | 1         | 19        |

## Clasificación a torneos internacionales

### Copa Sudamericana 2008
Clasificaron a este torneo continental:
- Ñublense: 1º lugar en la Fase Clasificatoria.
- Universidad Católica: 2º lugar en la Fase Clasificatoria.

### Copa Libertadores 2009
Clasificaron a este torneo continental:
- Everton: por ser el campeón del Torneo de Apertura 2008 tras vencer en la final a Colo-Colo. Clasificó como Chile 1.

## Asistencia en los estadios
Fecha de actualización: 3 de junio de 2008

### 20 partidos con mejor asistencia
| Jornada                   | Estadio                 | Ciudad/Comuna         | Local                     | Visita               | Público |
| ------------------------- | ----------------------- | --------------------- | ------------------------- | -------------------- | ------- |
| Final (Ida)               | Monumental              | Macul (Santiago)      | Colo-Colo                 | Everton              | 31.482  |
| 15                        | Nacional                | Ñuñoa (Santiago)      | Universidad de Chile      | Colo-Colo            | 30.000  |
| 17                        | Nacional                | Ñuñoa (Santiago)      | Universidad Católica      | Universidad de Chile | 29.055  |
| Semifinal (Ida)           | Nacional                | Ñuñoa (Santiago)      | Universidad de Chile      | Everton              | 25.308  |
| Cuartos de final (Ida)    | Nacional                | Ñuñoa (Santiago)      | Universidad de Chile      | O'Higgins            | 25.000  |
| Semifinal (Ida)           | Monumental              | Macul (Santiago)      | Colo-Colo                 | Ñublense             | 25.000  |
| Cuartos de final (Ida)    | Monumental              | Macul (Santiago)      | Colo-Colo                 | Universidad Católica | 23.500  |
| Final (Vuelta)            | Sausalito               | Viña del Mar          | Everton                   | Colo-Colo            | 20.000  |
| Semifinal (Vuelta)        | Municipal               | Concepción            | Ñublense                  | Colo-Colo            | 18.487  |
| 7                         | Monumental              | Macul (Santiago)      | Colo-Colo                 | Universidad Católica | 18.000  |
| 13                        | Municipal               | Concepción            | Deportes Concepción       | Colo-Colo            | 18.000  |
| 14                        | Regional                | Antofagasta           | Deportes Antofagasta      | Universidad de Chile | 18.000  |
| Semifinal (Vuelta)        | Sausalito               | Viña del Mar          | Everton                   | Universidad de Chile | 16.800  |
| 16                        | Nacional                | Ñuñoa (Santiago)      | Universidad de Chile      | Audax Italiano       | 15.788  |
| 11                        | Nacional                | Ñuñoa (Santiago)      | Universidad de Chile      | Provincial Osorno    | 14.190  |
| Cuartos de final (Vuelta) | Nacional                | Ñuñoa (Santiago)      | Universidad Católica      | Colo-Colo            | 13.207  |
| 10                        | Municipal               | Concepción            | Universidad de Concepción | Universidad de Chile | 12.800  |
| 14                        | Monumental              | Macul (Santiago)      | Colo-Colo                 | Everton              | 12.000  |
| Cuartos de final (Ida)    | El Teniente             | Rancagua              | O'Higgins                 | Universidad de Chile | 12.000  |
| 19                        | San Carlos de Apoquindo | Las Condes (Santiago) | Universidad Católica      | Ñublense             | 11.378  |

### Promedio de asistencia por equipos
| #  | Club                      | Promedio | Público total | Partidos de local | Estadio |
| -- | ------------------------- | -------- | ------------- | ----------------- | --- |
| 1  | Universidad de Chile      | 12.809   | 153.708       | 12                | Nacional (Ñuñoa, Gran Santiago) (9 partidos) Monumental (Macul, Gran Santiago) (2 partidos) Regional (Valparaíso) (1 partido)                                                                                                |
| 2  | Colo-Colo                 | 12.562   | 150.752       | 12                | Monumental (Macul, Gran Santiago) |
| 3  | Everton                   | 8.731    | 104.769       | 12                | Sausalito (Viña del Mar) |
| 4  | Universidad Católica      | 8.424    | 92.667        | 11                | San Carlos de Apoquindo (Las Condes, Gran Santiago) (9 partidos) Nacional (Ñuñoa, Gran Santiago) (2 partidos) |
| 5  | O'Higgins                 | 5.999    | 59.995        | 10                | El Teniente (Rancagua) |
| 6  | Deportes Concepción       | 5.599    | 50.393        | 9                 | Municipal (Concepción) |
| 7  | Ñublense                  | 4.927    | 54.207        | 11                | Fiscal (Linares) (8 partidos) Municipal (Concepción) (3 partidos) |
| 8  | Deportes Antofagasta      | 4.278    | 38.500        | 9                 | Regional (Antofagasta) |
| 9  | Rangers                   | 4.045    | 40.458        | 10                | Fiscal (Talca) |
| 10 | Deportes La Serena        | 3.736    | 37.362        | 10                | La Portada (La Serena) |
| 11 | Provincial Osorno         | 3.455    | 31.100        | 9                 | Rubén Marcos Peralta (Osorno) |
| 12 | Universidad de Concepción | 3.422    | 30.799        | 9                 | Municipal (Concepción) |
| 13 | Huachipato                | 3.236    | 32.362        | 10                | Las Higueras (Talcahuano) (7 partidos) Municipal (Concepción) (3 partidos) |
| 14 | Cobreloa                  | 2.933    | 29.333        | 10                | Municipal (Calama) |
| 15 | Palestino                 | 2.604    | 26.049        | 10                | Municipal (La Cisterna, Gran Santiago) (8 partidos) La Portada (La Serena) (1 partido) Nacional (Ñuñoa, Gran Santiago) (1 partido)                                                                                           |
| 16 | Unión Española            | 2.400    | 21.607        | 9                 | Santa Laura (Independencia, Gran Santiago) (8 partidos) Fiscal (Talca) (1 partido) |
| 17 | Audax Italiano            | 1.909    | 21.000        | 11                | Monumental (Macul, Gran Santiago) (9 partidos) Nacional (Ñuñoa, Gran Santiago) (1 partido) Santa Laura (Independencia, Gran Santiago) (1 partido)                                                                            |
| 18 | Deportes Melipilla        | 1.804    | 18.040        | 10                | Roberto Bravo Santibáñez (Melipilla) |
| 19 | Santiago Morning          | 1.088    | 9.793         | 9                 | Municipal de La Pintana (La Pintana, Gran Santiago) (6 partidos) Municipal de La Cisterna (La Cisterna, Gran Santiago) (1 partido) Nacional (Ñuñoa, Gran Santiago) (1 partido) Monumental (Macul, Gran Santiago) (1 partido) |
| 20 | Cobresal                  | 890      | 9.896         | 11                | El Cobre (El Salvador) (10 partidos) Municipal (Calama) (1 partido) |